# Легенда №17 (фільм)
«Легенда № 17» (рос. Легенда №17) — російський біографічний спортивний фільм режисера Миколи Лебедєва, що вийшов у 2013 році. У головних ролях Данило Козловський, Олег Меньшиков, Світлана Іванова та інші. Стрічка розповідає про події хокейної Суперсерії СРСР-Канада 1972 року.
Автори сценарію: Микола Лебедєв, Михайло Местецький та Микола Куликов. Продюсери Леонід Верещагін, Антон Златопольський і Микита Михалков. Вперше фільм був продемонстрований 10 квітня 2013 року у Москві, Росія. В Україні прем'єра була запланована на 18 квітня 2013 року.

## Сюжет
У фільмі розповідається про становлення радянського хокеїста Валерія Харламова. Молодий хокеїст знайомиться зі знаменитим тренером Анатолієм Тарасовим, який відправляє Валерія разом з його другом Олександром Гусєвим в уральський Чебаркуль, де їм належить виступати за місцеву «Зірку». Подолавши складності в команді нижчої ліги, Валерій показує результативний хокей і в кінці сезону повертається до Москви, де Тарасов запрошує його приєднатися до ЦСКА. На перших порах Тарасов перевіряє характер Харламова, його здатність повністю віддавати своє життя хокею.
Харламов проходить випробування Тарасова і поступово стає одним з провідних нападників ЦСКА, а потім і збірної СРСР. Тренер створює трійку нападу Михайлов-Петров-Харламов. Паралельно навколо Тарасова плете інтриги куратор хокею з ЦК КПРС Балашов, сина якого тренер колись відрахував з команди. Балашов намагається перетягнути Харламова на свій бік, акцентуючи увагу на надмірній жорсткості Тарасова, але хокеїст відмовляється підписувати будь-які папери проти свого тренера.
На тлі розвитку хокейної кар'єри Харламова показана і історія його знайомства і кохання з Іриною, яка намагається підтримати хокеїста у важкі моменти.
Після скандального матчу між збірною СРСР і «Спартаком», коли Тарасов на знак протесту проти суддівства відвів збірну з льоду, засмучений Харламов потрапляє в аварію і серйозно травмує ногу. Після операції Валерій починає розробляти ногу з тим, щоб якомога швидше повернутися на лід, так як на 1972 рік призначена перша в історії серія зустрічей збірної СРСР з канадськими професіоналами. Перемагаючи біль, Харламов починає тренуватися і новий тренер збірної Всеволод Бобров, призначений замість Тарасова, включає Валерія до складу команди.
У першому матчі суперсерії в Монреалі радянські хокеїсти швидко пропускають дві шайби, але знаходять в собі сили переломити хід матчу, Харламов робить у це істотний внесок.

## У ролях
| Актор              | Персонаж                                 | Роль               |
| ------------------ | ---------------------------------------- | ------------------ |
| Данило Козловський | Валерій Харламов (рос. Валерий Харламов) | радянський хокеїст |
| Світлана Іванова   | Іріна (рос. Ирина)                       | дівчина Валерія    |
| Олег Меньшиков     | Анатолій Тарасов (рос. Анатолий Тарасов) | тренер з хокею     |
| Борис Щербаков     | Борис (рос. Борис)                       | батько Валерія     |
| Роман Мадянов      | Володимир Альфер (рос. Владимир Альфер)  |                    |
| Володимир Меньшов  | Балашов (рос. Балашов)                   |                    |